# Ludwig Gies

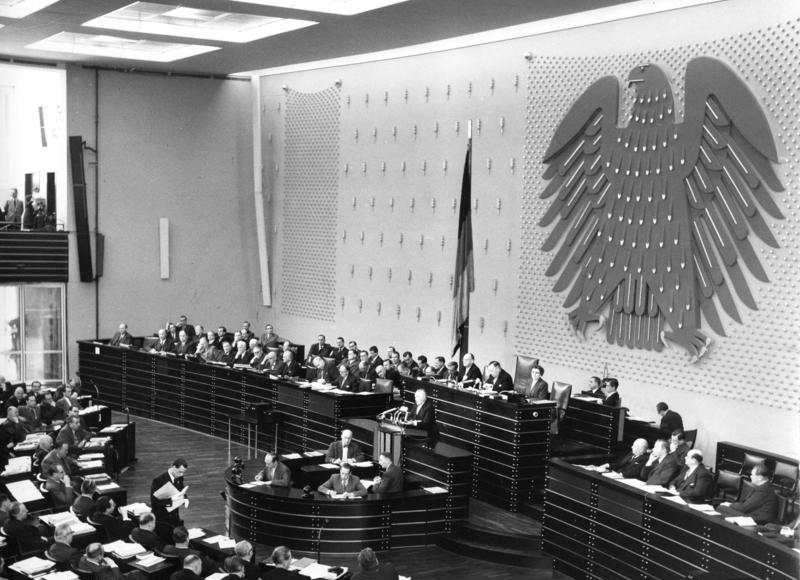
Spolková orlice (zvaná „tlustá slepice“) na čelní stěně plenárního sálu Německého spolkového sněmu v Bonnu, 1955

Ludwig Gies (* 3. září 1887 Mnichov, Německo – 27. ledna 1966 Kolín nad Rýnem, Německo) byl německý sochař, medailista a vysokoškolský učitel. V roce 1937 byla jeho díla spolu s mnoha dalšími vystavena na výstavě Entartete Kunst v Mnichově.

## Život a dílo

### 1887–1918
Ludwig Gies vyrostl jako starší ze dvou synů otce Philippa Giese a Johanny Gies rozené Grieb v Mnichově. Třetí dítě rodiny Giesovy zemřelo v dětství, otec zemřel v roce 1915.
Vzdělání Ludwiga Giese je jen částečně zdokumentováno. Není jisté, zda navštěvoval střední školu nebo pouze osmiletou základní školu. Gymnázium Gies nenavštěvoval.
Jeho další vzdělávání není ze zdrojů zcela srozumitelné. Městskou obchodní školu v Mnichově navštěvoval podle obsahu dopisů s Brunem Paulem v letech 1902 až 1904. V této době, částečně i dříve, mohou být úřední listiny opatřeny datem, které označují pre-kurz. Kromě školy byl Gies učněm ve společnosti Winhart & Co., kde se učil cizelování u Johanna Vierthalera. Současně navštěvoval večerní a nedělní kurzy modelování a řezbářství. Na konci 19. století ovlivňoval kovoobrábění historismus, ale na počátku 20. století byl nahrazen vlivem secese nebo „jihoněmeckými tendencemi“. abgelöst. Die Firma Winhart & Co. verfolgte fortschrittliche Ansätze aus beiden Richtungen Společnost Winhart & Co. sledovala progresivní přístupy z obou směrů, což přivedlo Giese do kontaktu s Richardem Riemerschmidem a Brunem Paulem.
Poté, co Ludwig Gies dokončil Städtische Gewerbeschule po polovině svého učení ve Winhart & Co., navštěvoval až do července 1907 paralelně s Královskou školou umění a řemesel v Mnichově, kde jej Fritz von Miller, Anton Pruska, Maximilian Dasio a Heinrich Waderé učili cizelovat, smaltovat, vyřezávat a ornamentální a figurální modelování. Zvláště velký vliv na něho měl Waderé, který ho přivedl do kontaktu s uměním výroby medailí.
Poté, co v létě 1906 Gies dokončil studium na Kunstgewerbeschule a ve Winhart & Co., strávil několik měsíců v Mindelheimu, aby se speciálně vyškolil v tepání mědi, byl zaměstnán jako cizelér ve Winhart & Co. až do roku 1908. V květnu 1908 se zapsal na Mnichovskou akademii umění. Gies tam pravděpodobně studoval až do roku 1910 čtyři semestry sochařství. Nejisté jsou důvody pro rychlé ukončení studia. Je prokázáno, že v roce 1909 pracoval ve společnosti Winhart & Co., kam se v roce 1912 vrátil na volné noze. V letech do roku 1914 začal objevovat vlastní styl a získal několik cen, především na podporu nového vývoje medailí. Spolupráce s Porzellanmanufaktur Nymphenburg rozšířila jeho možnosti zabývat se keramikou. Výsledkem byla keramická kamna, která získala pozornost na Státní výstavě v Bernu v roce 1914. Krátce nato vypukla první světová válka, které se Gies ze zdravotních důvodů neúčastnil jako voják, ale byl verbován jako pracovní služba. Ve svých dílech se v tomto období distancoval od vlastenectví a představoval válečné utrpení, které vedlo k částečné cenzuře jeho děl.

### 1918–1945
Dne 28. srpna 1917 Bruno Paul, ředitel vzdělávacího institutu berlínského muzea užitého umění, podnikl obchodní cestu do Mnichova navštívit různé sochaře. Po odchodu Josepha Wackerleho bylo ve škole volné místo, které se konkrétně zabývalo uměním medailí. Během této cesty se Paul setkal s Giesem. Proč právě tato shoda okolností vedla k tomu, že Paul Gies následovně zavolal do školského zařízení, není konečně objasněna: Je možné, že Bruno Paul byl již předem doporučován, aby se blíže seznámil s Giesem, zejména proto, že mnichovské medailérské umění bylo obzvláště dobré. Teoreticky si Paula Giese stále pamatoval z doby, ve které sám pracoval pro Winhart & Co. (kolem roku 1902), ale vzhledem k dlouhé době, která mezi oběma událostmi leží, je to spíše nepravděpodobné.
V Berlíně vedl třídu pro vyřezání a modelování pro zlatníky a cizeléry a od roku 1924 ve Státní škole svobodných a užitých umění (nyní Berlínská univerzita umění) třídu uměleckých plastik.
Po zabavení moci národními socialisty Gies přijal rozkaz k výstavě Zázrak života (23. března až 5. května 1935 v Berlíně) a navrhl výstavu, která iniciovala monumentální reliéf Das Führerprinzip jako indikaci principu národního socialistického vůdce. Také v letech 1935–1939 se podílel na výstavbě banky Reichsbank mimo jiné císařskou orlicí s dubovým věncem a svastikou z lehkého kovu.
Na druhou stranu se dostal pod tlak za svou loajalitu k disidentským a židovským studentům. V roce 1937 byl vyhoštěn z pruské akademie umění, v roce 1938 byl propuštěn z učitelské profese. Jedenáct jeho děl bylo nacisty zabaveno. Jeho dílo Krucifix, původně objednané ředitelem muzea v Lübecku Carlem Georgem Heisem, pro kostel Marienkirche v Lübecku byl již v době jeho vzniku (1922 pro německou obchodní výstavu Mnichov) označen jako „příliš expresionistický“, stejně jako „kulturně bolševický“, byl zatracen a později se stal součástí nenávistné výstavy Zvrhlé umění v roce 1937 v Mnichově a umístěn na schodišti do 1. patra. Toto dílo bylo pak pravděpodobně zničeno. Krucifix byl již jednou v březnu 1922 obětí útoku v katedrále v Lübecku, přičemž byla hlava Krista a jeden z paprsků odborně oddělena. Hlava se nacházela v nedalekém mlýnském rybníku a socha byla zrekonstruována.

### 1945–1966
Po skončení druhé světové války Gies pracoval v Berlíně na volné noze. Od roku 1950 do roku 1962 byl profesorem sochařství na kolínských továrních školách a od roku 1953 čestným členem Akademie výtvarných umění v Mnichově.
V letech 1959 až 1962 Gies navrhl okna chóru v katedrále v Essenu a obdržel Velkou uměleckou cenu od Severního Porýní-Vestfálska.
V roce 1957 obdržel z rukou spolkového prezidenta Theodora Heusse Velký spolkový kříž za zásluhy a v roce 1959 Cerneliusovu cenu města Düsseldorf.
Ludwig Gies byl pohřben na hřbitově Melaten (koridor 44) v Kolíně nad Rýnem.

## Významná díla
Díla Ludwiga Giese jsou charakterizována plochými a zahloubenými, často bizarně řezanými reliéfy a částečně kubistickým, částečně pozdně expresionistickým stylem. Kromě toho se Gies řadí mezi přední specialisty na malé sošky z hlíny a medaile z bronzu.
Gies se stal známý především dvěma sochami: Vytvořil krucifix v katedrále v Lübecku (1921), dřevěná postava jako památník padlým první světové války. Brzy po vzniku pravicových kruhů dílo neslo označení Zvrhlé umění. Hlava postavy byla sražena a vhozena do řeky Trave. Jeho nejznámějším dílem je Federální orlice (1953), která – populárně nazvaná Fette Henne – ve všech plenárních sálech používaných Bundestagem byl a je, stejně jako v pozměněné podobě v dnešním plenárním sále berlínského Reichstagu.
Gies je považován za zakladatele rýnské medailové školy. Posledním Giesovým mistrovským studentem byl Wolfgang Reuter, Giesovým nástupcem ve výuce byl Hans Karl Burgeff. Jeho studenti, včetně Agathy Kill, Lucie Marie Hardegen a Ulricha Görtze, jsou třetí generací této školy.

## Pocty
- Nadace Letter Stiftung uděluje stipendium pro sochaře a sochaře ve jménu Ludwiga Giese.
- V Kolíně-Seebergu je po něm pojmenována ulice Ludwig-Gies-Straße.

## Galerie

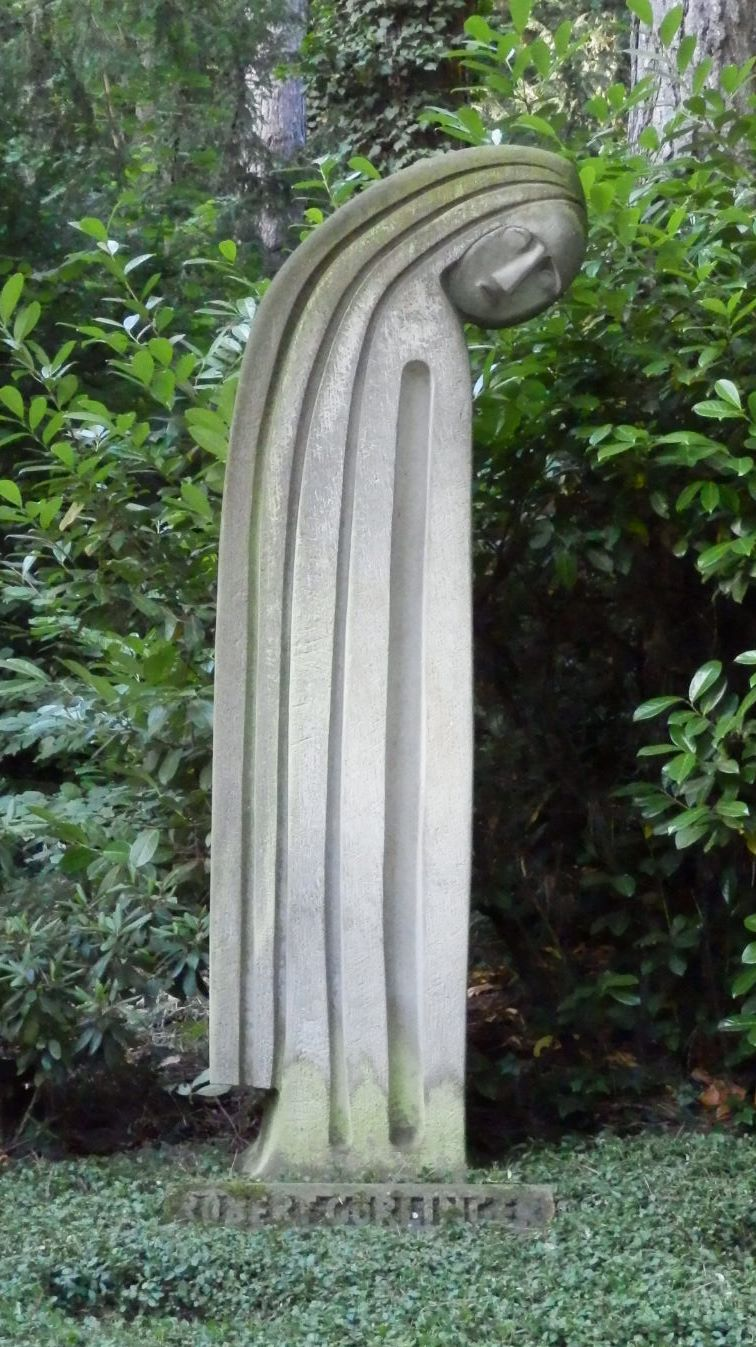
Hrob Roberta Görlingera
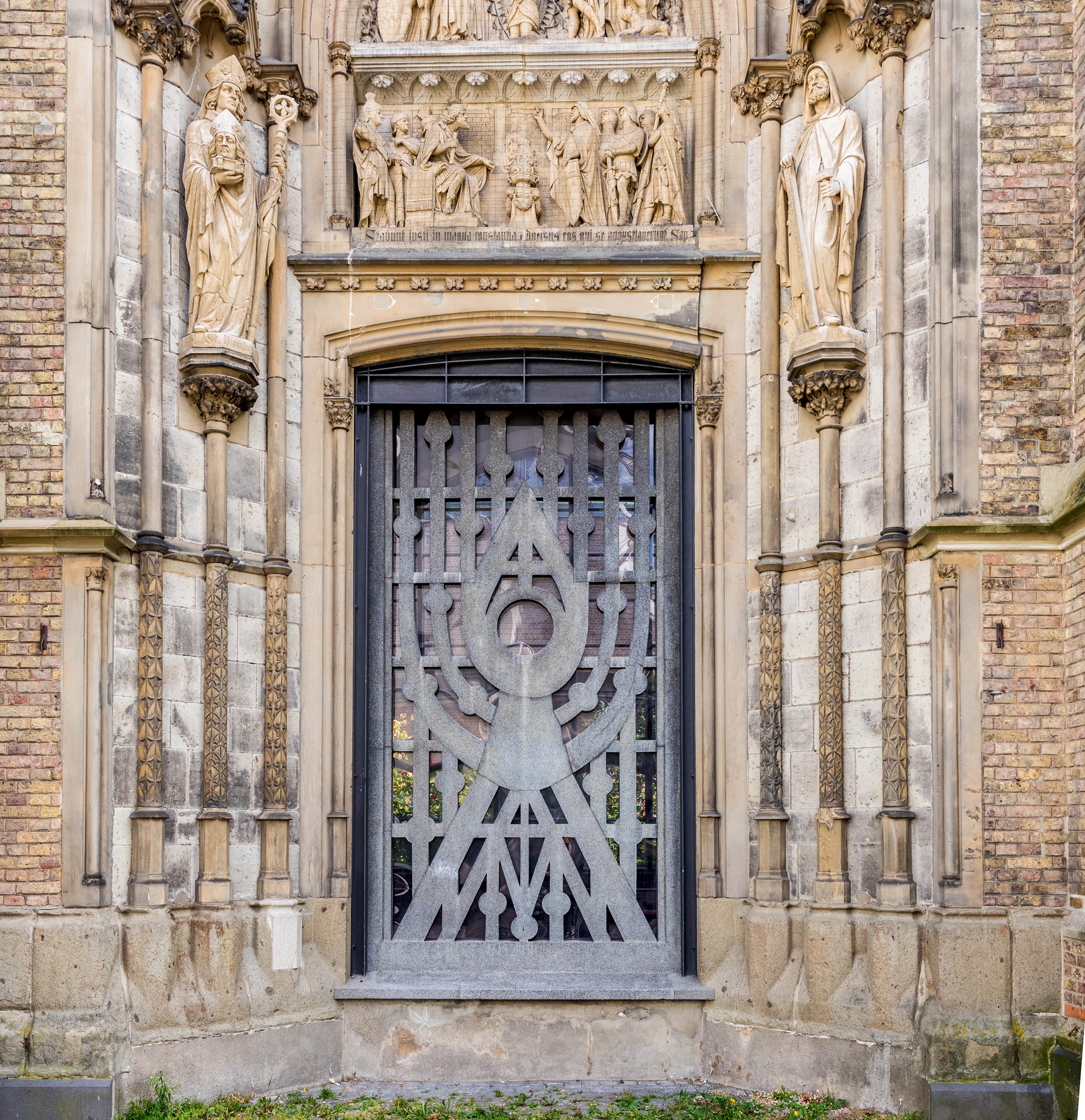
Vchod do chrámu sv. Mauritia, Kolín
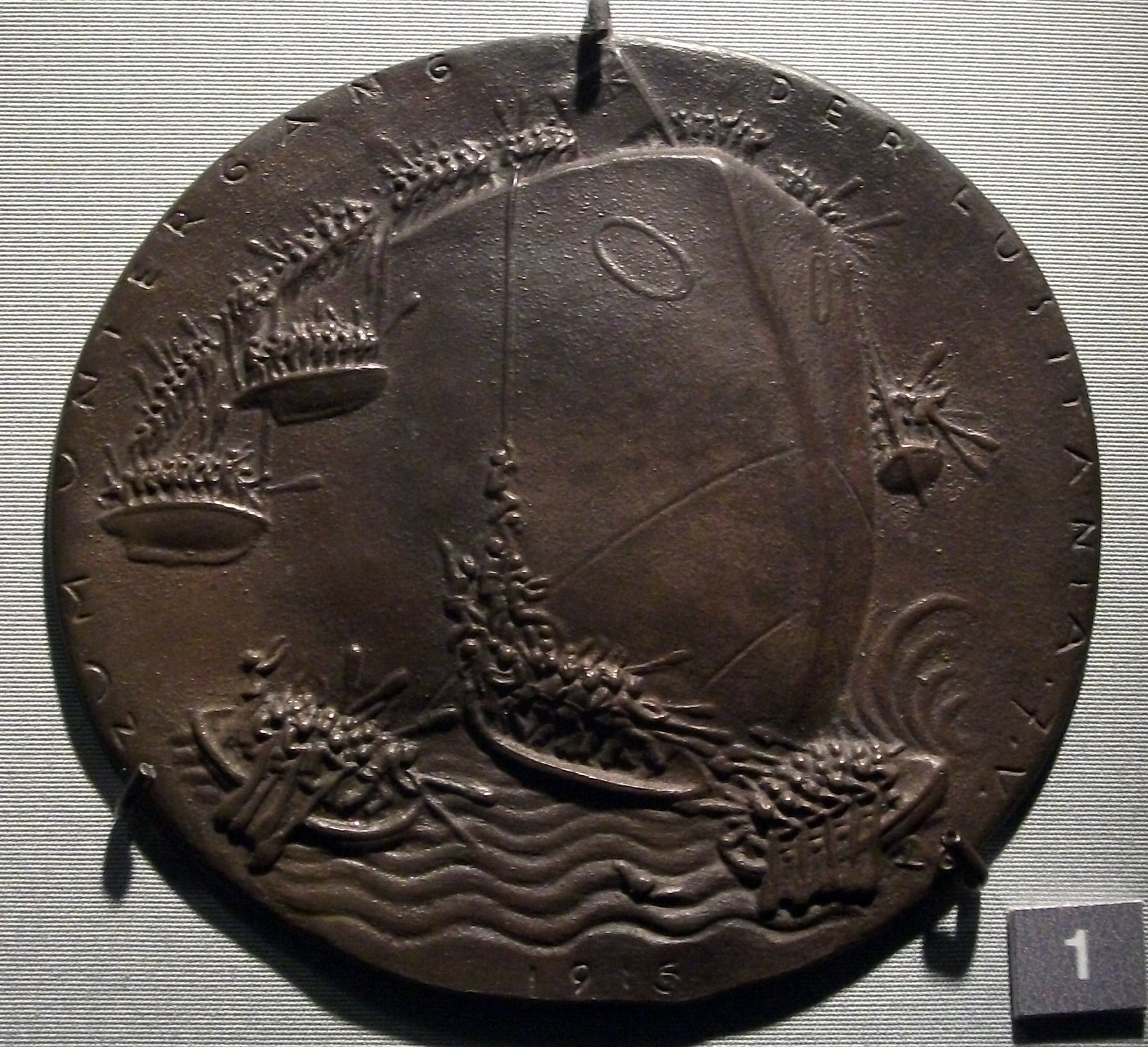
Potápějící se Lusitania, 1915
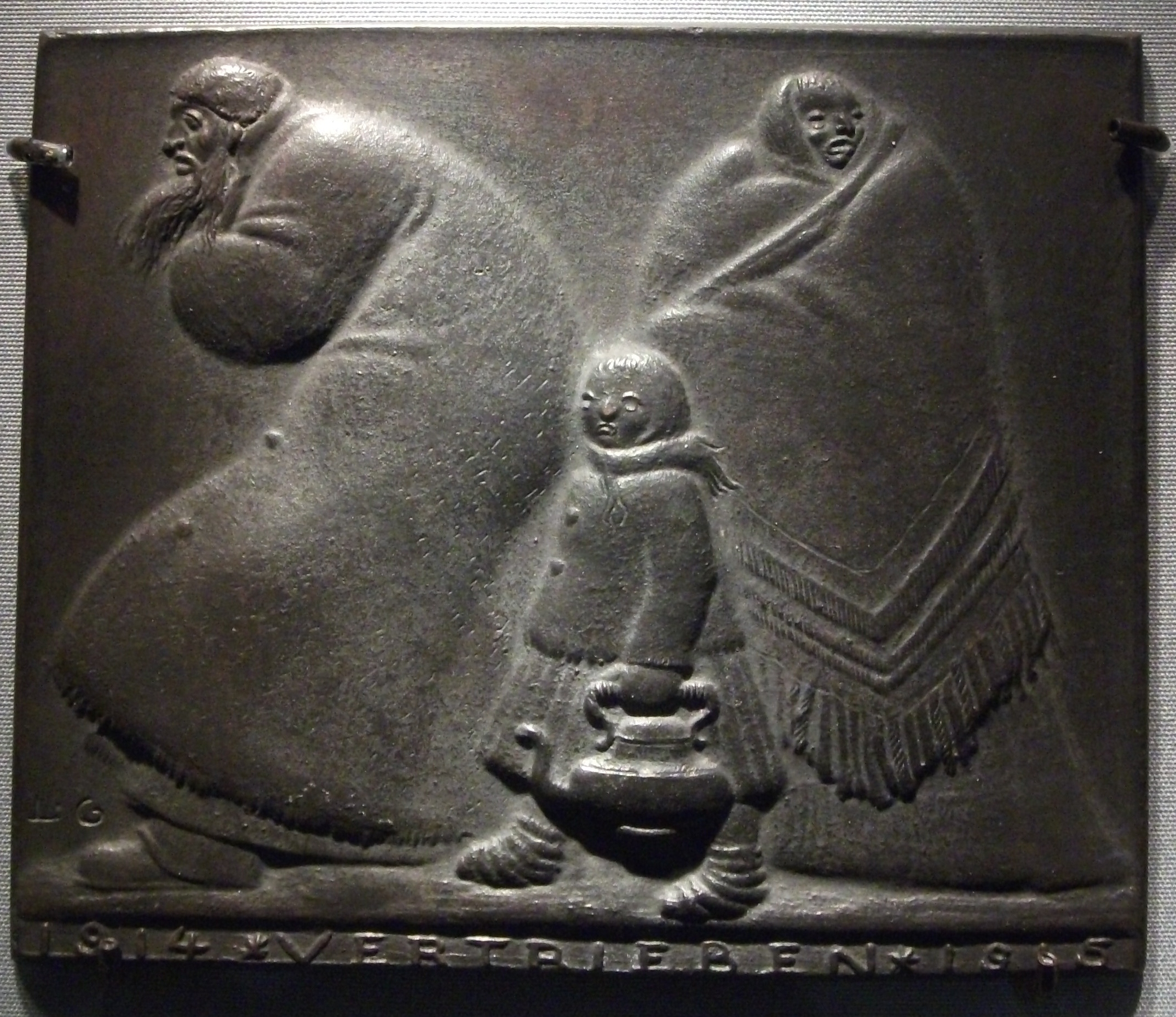
Medaile s motivem vyhnání, výstava Druhá strana medaile, jak Německo vidělo první světovou válku v Britském muzeu
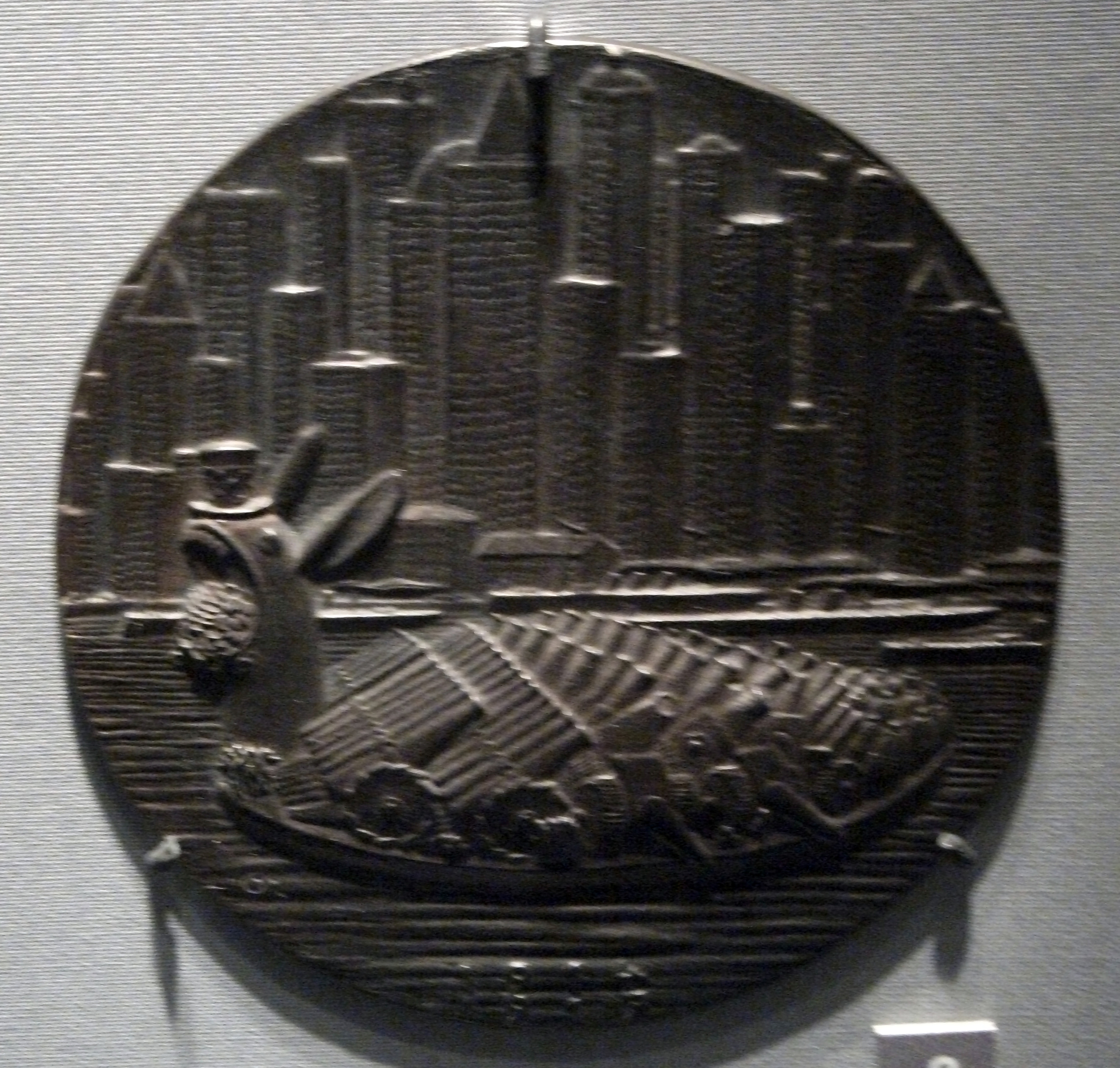
Exponát z výstavy Druhá strana medaile
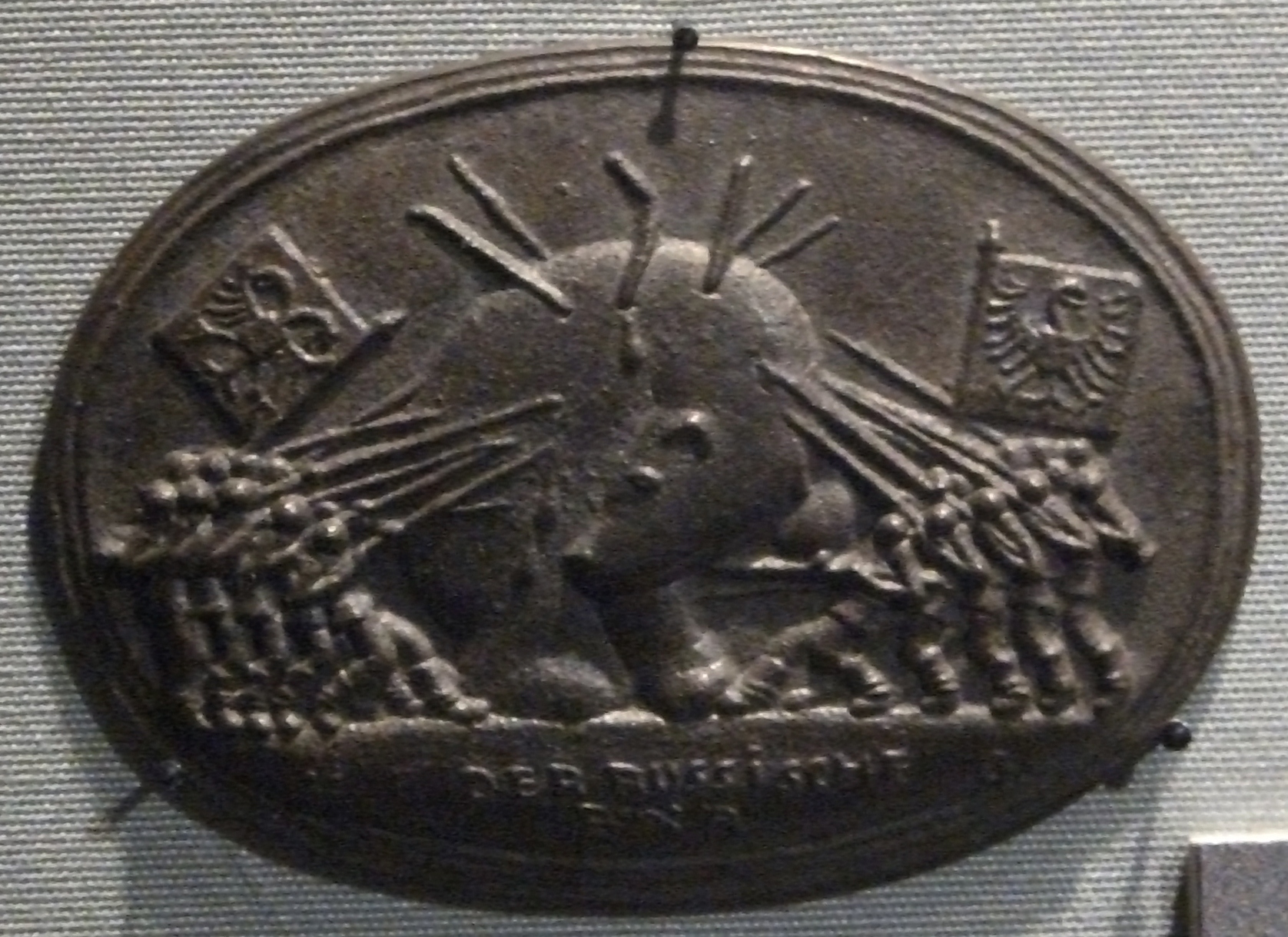
Exponát z výstavy Druhá strana medaile
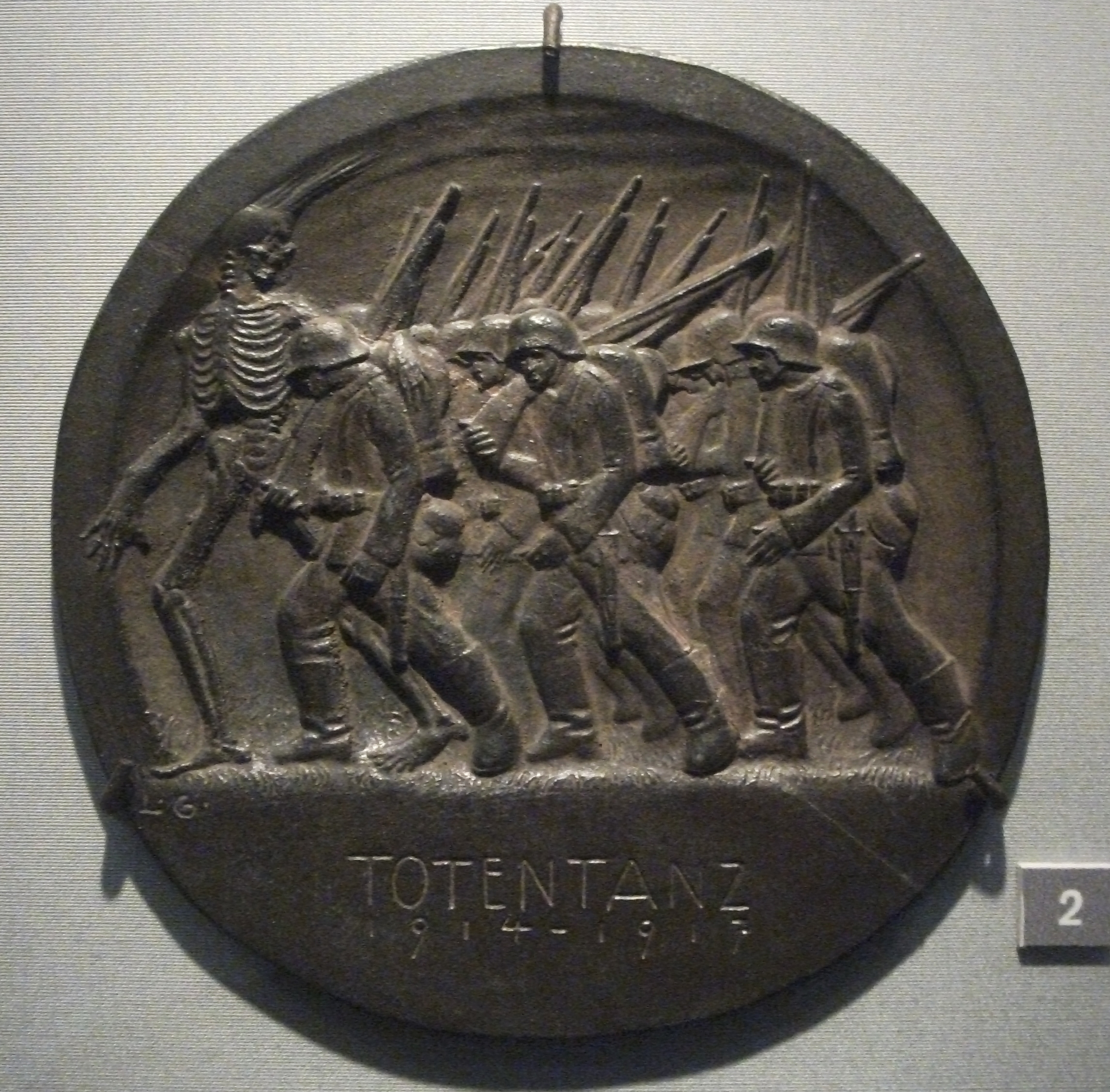
Tanec smrti, 1919